# Prillieuxina elaeagni
Prillieuxina elaeagni är en svampart som beskrevs av Hosag. & C.K. Biju 2004. Prillieuxina elaeagni ingår i släktet Prillieuxina och familjen Asterinaceae.   Inga underarter finns listade i Catalogue of Life.